# Fußball-Bundesliga 2005-2006 (Austria)
L'edizione 2005-06 del campionato di calcio della Bundesliga vide la vittoria finale dell'Austria Vienna.
Capocannoniere del torneo furono Sanel Kuljić (Ried) e Roland Linz (Austria Vienna), con 15 reti.

## Classifica finale
|     | Classifica            | G  | V  | N  | P  | GF | GS | Pt |
| --- | --------------------- | -- | -- | -- | -- | -- | -- | -- |
| 1.  | Austria Vienna        | 36 | 19 | 10 | 7  | 51 | 33 | 67 |
| 2.  | Red Bull Salisburgo   | 36 | 20 | 3  | 13 | 62 | 42 | 63 |
| 3.  | Pasching              | 36 | 16 | 10 | 10 | 43 | 32 | 58 |
| 4.  | Ried                  | 36 | 13 | 13 | 10 | 48 | 47 | 52 |
| 5.  | Rapid Vienna          | 36 | 13 | 10 | 13 | 51 | 41 | 49 |
| 6.  | Grazer AK             | 36 | 13 | 6  | 17 | 47 | 48 | 45 |
| 7.  | Mattersburg           | 36 | 12 | 8  | 16 | 40 | 54 | 44 |
| 8.  | Sturm Graz            | 36 | 10 | 12 | 14 | 44 | 51 | 42 |
| 9.  | Wacker Tirol          | 36 | 10 | 12 | 14 | 44 | 55 | 42 |
| 10. | Admira Wacker Mödling | 36 | 9  | 6  | 21 | 42 | 69 | 33 |

### Verdetti
- Austria Vienna Campione d'Austria 2005-06.
- Admira Wacker retrocesso in 1. Liga.